# Qing’an
Der Kreis Qing’an (chinesisch 庆安县, Pinyin Qìng’ān xiàn) ist ein Kreis im Nordosten der Volksrepublik China. Er gehört zum Verwaltungsgebiet der bezirksfreien Stadt Suihua in der Provinz Heilongjiang. Er hat eine Fläche von 5.465 km² und zählt 260.592 Einwohner (Stand: Zensus 2020). Sein Hauptort ist die Großgemeinde Qing’an (庆安镇).

## Administrative Gliederung
Auf Gemeindeebene setzt sich der Kreis aus sechs Großgemeinden und acht Gemeinden zusammen. 